# Northern Light
„Northern Light” – szesnasty singel szwedzkiego muzyka Basshuntera wydany w maju 2012 roku.

## Produkcja i wydanie
Pierwsze informacje o nowym singlu pojawiły się we wrześniu 2011 roku, ogłoszono wtedy, że singel a następnie nowy album zostanie wydany w lutym 2012 roku. 17 stycznia 2012 roku ogłoszono, że singel i album zostaną wydane w kwietniu 2012 roku. 4 kwietnia 2012 roku Basshunter ogłosił, że nowy singel zostanie zatytułowany jako „Northern Light” oraz że będzie to dla niego bardzo specjalny utwór. Tego samego dnia ogłoszono, że premiera singla odbędzie się 9 kwietnia w Londynie w Wielkiej Brytanii na kanale Channel 4 w programie KoKo Pop. Telewizyjna premiera odbyła się jednak 21 kwietnia 2012 roku. Tego samego dnia został wydany przez All Around the World zwiastun w którym zapowiedziano nadejście „Northern Light”, zawarto w nim fragment utworu oraz teledysku, został on jednak usunięty. 25 kwietnia wytwórnia Extensive Music opublikowała usunięty wcześniej z Internetu zwiastun. Singel promocyjny został wydany w maju 2012 roku przez 3Beat Productions w Wielkiej Brytanii oraz w tym samym roku przez Warner Dance Labels w Szwecji. 25 lipca wydany został wydany pre-order.

### Wydanie na albumach
| Album        | Data wydania | Wytwórnia            | Format               | Nr katalogowy | Nr utworu | Źródło |
| ------------ | ------------ | -------------------- | -------------------- | ------------- | --------- | ------ |
| Calling Time | 13 maja 2013 | Gallo Record Company | CD, digital download | CDRPM 3020    | 3         | [ 12 ] |

## Lista utworów
- CDr, singel promocyjny (maj 2012)[9]

1. „Northern Light” (Radio Edit) – 2:50
2. „Northern Light” (Original Mix) – 3:10
3. „Northern Light” (Club Mix) – 5:18
4. „Northern Light” (Almighty Remix Edit) – 3:30
5. „Northern Light” (Almighty Remix) – 6:07
6. „Northern Light” (Almighty Remix Dub) – 6:07
7. „Northern Light” (PJ Harmony Remix Edit) – 4:18
8. „Northern Light” (PJ Harmony Remix) – 6:04

- CDr, singel promocyjny (2012)[10]

1. „Northern Light” (Original Mix) – 3:10
2. „Northern Light” (Radio Edit) – 2:50
3. „Northern Light” (Club Mix) – 5:18
4. „Northern Light” (PJ Harmony Remix) – 4:18
5. „Northern Light” (Almighty Remix) – 3:30
6. „Northern Light” (Almighty Remix Edit) – 6:07
7. „Northern Light” (Almighty Remix Dub) – 6:07
8. „Northern Light” (PJ Harmony Remix Edit) – 4:04

- Digital download (2 października 2012)[13]

1. „Northern Light” (KleptoMaddox Dubstep Remix) – 3:46

## Teledysk
13 listopada 2011 roku ogłoszono, że do singla zostanie dołączony teledysk. 29 stycznia 2012 roku Basshunter stwierdził, że nakręcenie teledysku jest planowane na kwiecień, do akcji powróci Aylar Lie, a teledysk zostanie nakręcony prawdopodobnie w Los Angeles w Stanach Zjednoczonych. 25 kwietnia 2012 roku zapowiedziano premierę teledysku na weekend czwartego tygodnia miesiąca. 27 kwietnia 2012 roku wytwórnia All Around the World wydała teledysk. 31 maja teledysk został wydany przez Ultra Records a 9 lipca wydała go wytwórnia 3Beat Productions. 10 sierpnia teledysk został wydany przez Magic Records. Dwa dni później teledysk został opublikowany przez A3 Network.
Teledysk został nagrany w Los Angeles. Teledysk kontynuuje historię z „I Promised Myself”. W roli głównej ponownie wystąpiła Aylar Lie.

## Pozycje na listach przebojów
| Kraj            | Lista (2012)          | Najwyższa pozycja |
| --------------- | --------------------- | ----------------- |
| Wielka Brytania | Commercial Pop Top 30 | 7                 |
| Wielka Brytania | Upfront Club Top 40   | 14                |

## Występy na żywo
12 maja Basshunter wykonał utwór w Maspalomas podczas Maspalomas Pride 2012, jego występ został wydany na box secie o tym samym tytule, w skład, którego wchodzi wielu wykonawców. Artysta wykonał „Northern Light” wraz z „Boten Anna” 4 lipca 2012 roku podczas Allsång på Skansen w Sztokholmie.